# Франкфуртское покушение
Франкфуртское покушение (нем. Frankfurter Wachensturm) — неудачная попытка начать революцию в Германии, совершенная 3 апреля 1833 года в Свободном городе Франкфурт. Наряду с Вартбургским фестивалем и Хамбахским фестивалем Франкфуртское покушение было одним из самых ярких политических мероприятий немецкого предмартовского периода и помогло подготовить Мартовскую революцию 1848 года.

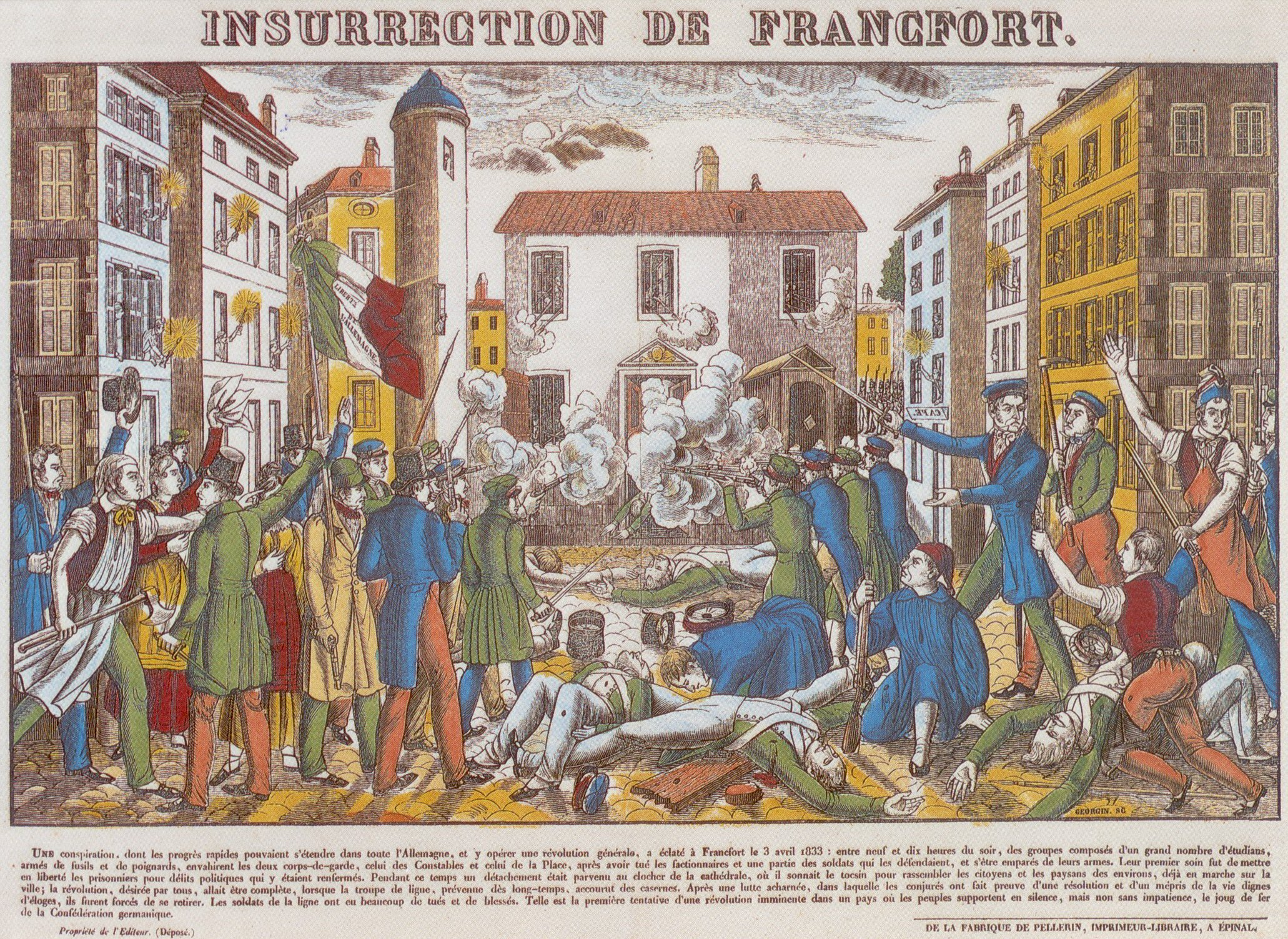
Франкфуртское покушение. Раскрашенная гравюра

Германская конфедерация в 1833 году

## Предыстория
После Венского конгресса была создана Германскую Конфедерацию — политическое объединение суверенных германских государств. Единственным постоянно действующим политическим органом конфедерации был её парламент, союзный сейм, состоявший из представителей различных государств-членов, штаб-квартира которого находилась во Франкфурте. Франкфуртский парламент был орудием политики реставрации абсолютистских порядков, проводимой немецкими князьями, и представлял для революционеров (либералов, республиканцев) препятствие на пути к их политическим целям: демократии и национальному единству.
Немецкие стремления к демократии и единству усилились после Июльской революции во Франции, провозглашении независимости Бельгии от Нидерландов и восстания в Царстве Польском против Российской империи.
Антидемократические решения союзного сейма в июне и июле 1832 года вызвали у молодежи, особенно южнонемецкой, острое чувство вражды к правительствам вообще и к сейму в частности. Под влиянием этого чувства быстро организовался кружок лиц, состоявший из ученых, студентов, военных, ремесленников и т. п. Этот кружок притянул массу молодежи с разных концов Германии, вступил в сношения с немецкими и польскими эмигрантами в Швейцарии и Франции. Главами кружка были доктор Герт, Раушенплатт, Густав Бунзен, Юхо, Нейхоф, Густав Кёрнер, Беркельман, Брейденштейн, штутгартский книжный торговец Франк и обер-лейтенант Козериц, который обещал, что вюртембергское войско примкнет к движению. В середине февраля 1833 года заговорщики начали подготовку во Франкфурте. Были сформированы два штурмовых отряда, закуплено 220 ружей, три центнера пороха и формы для отливки пуль.

## Ход событий
План состоял в том, чтобы сначала штурмовать два полицейских участка во Франкфурте и захватить хранившееся там оружие и казну Германской Конфедерации. Затем заговорщики должны были пойти во дворец Турн-унд-Таксис, расположенный рядом со зданием полицейского управления, где заседал союзный сейм, взять там представителей в заложники и назначить временное правительство. Революционеры также надеялись на поддержку крестьян Гессена и жителей Франкфурта. Это должно дать сигнал к революции по всей стране для установления демократии. Хотя до заговорщиков дошло известие, что во Франкфурте известны их намерения и приняты соответственные меры, 2 апреля было решено на другой день привести в исполнение покушение на союзный сейм.
В десятом часу вечера 3 апреля 1833 года 70 заговорщиков, во главе с Бунзеном, Гертом, Раушенплаттом и польским офицером Яном Павлом Лелевелем, братом Иоахима Лелевеля, напали на два полицейских участка и захватили их. Несмотря на неоднократные призывы Бунзена к толпе, жители Франкфурта не оказали повстанцам никакой поддержки. При первом шуме правительственный линейный батальон, находившийся в боевой готовности, двинулся вперед и выбил заговорщиков из здания первого участка, а затем дважды неудачно штурмовал второй — «Констаблервахе». Перед третьей атакой повстанцы отступили, забрав с собой раненых, и скрылись на узких улочках старого города. Восстание закончилось около 22:00.

## Результаты
Из вождей движения только Нейхоф был взят в плен и скоро умер в тюрьме; 30 человек участников в нападении были схвачены, девять пали в схватке, двадцать четыре были тяжело ранены. Везде начались аресты. 20 июня 1833 года союзным сеймом была учреждена центральная следственная комиссия. Австрийские и прусские войска заняли Франкфурт. Попытка (2 мая 1834 года) освободить заключенных не удалась; только один из них успел убежать.
Следственная комиссия действовала до 1838 года, рассматривая дела людей, связанных с участниками: всего к ответственности было привлечено 1800 человек. Заключенные революционеры выиграли от движения сочувствия даже среди тех, кто считал их проект поспешным. Когда тюремные охранники помогали им бежать, это воспевалось в листовках и песнях.
По приговору первой инстанции обвиняемые были присуждены к пожизненному заключению (20 октября 1836 года), из которого многие убежали; остальные семь были доставлены в Майнц, откуда они должны были выехать в Америку. 
Следствием неудавшегося государственного переворота был полный триумф реакции в Германии.